# سبارتاك ميافا
نادي سبارتاك ميافا لكرة القدم (Spartak Myjava a.s.) هو نادي كرة قدم سلوفاكي، تأسس سنة 1920.

## وصلات خارجية
- الموقع الرسمي